# Rodni Vrh
Rodni Vrh je naselje v Občini Podlehnik.